# یولیوس پانتیک
یولیوس پانتیک (انگلیسی: Július Pántik; ۱۵ ژانویهٔ ۱۹۲۲ – ۲۵ اوت ۲۰۰۲) بازیگر اهل کشور اسلواکی بود.
وی بین سالهای ۱۹۴۷ و ۱۹۹۲ در بیش از ۳۰ فیلم ظاهر شد.